# Asociația 21 Decembrie 1989
Asociația 21 decembrie 1989 este o asociație care cuprinde participanți la revoluția română din 1989, înființată în ianuarie 1990. A dobîndit personalitate juridică în urma Sentinței civile nr. 174 din 9 februarie 1990 a Judecătoriei sectorului 1 București.

## Sediu

Sediul Asociației

Sediul asociației este în București, str. Batiștei 24A, vizavi de Înalta Curte de Casație și Justiție.

## Conducere
În februarie 1993 la conducerea asociației au fost aleși Adrian Paul Dumitrescu (președinte) și Constantin Aferăriței (vicepreședinte). Realegerea lor în 1995 a fost contestată fiindcă înaintea adunării generale aceștia ar fi "recurs la suspendarea arbitrară a mai mult de jumătate din membrii asociației", și n-ar fi fost recunoscută de instanțele judecătorești, după cum afirmă adversarii acestora. În 1997, printr-o adunare generală extraordinară, este aleasă o nouă conducere în frunte cu Constantin Calancea, care însă nu a fost recunoscută de vechea conducere. Preluarea efectivă a sediului de către noua conducere a fost realizată abia în 24 aprilie 2001, dar și ulterior asociația s-a confruntat cu "acțiuni de forță și intimidare din partea unui grup restrîns condus de Adrian Dumitrescu, (...) agresiuni fizice și verbale culminînd cu amenințarea cu baionetă și pistol". Ulterior, președinte al asociației a ajuns domnul Teodor Mărieș.
În prezent, coordonarea activităților asociației este asigurată de un președinte - Teodor Doru Mărieș și un Consiliu de Conducere format din: Nicolae Alecu, Cătălin Coatu, Romulus Cristea, Marian Fărâmiță, Mihaela Grigorescu, Constantin Isac,  Ion Oancea, Ioan Pituț, Dumitru Stelianide, Traian Vasu, dr. Corneliu Zeană.

## Activități
Asociația s-a remarcat în 1990 prin participare la manifestațiile din Piața Universității. În 14 iunie 1990, sediul asociației a fost vandalizat de un grup de mineri conduși de ofițeri de la UM 0215 (unitatea de informații a Ministerului de Interne). Mai mulț membri ai asociației au fost batuți cu bestialitate și reținuți. În 27 august 2001, sub președinția lui Constantin Calancea, a devenit prima asociație de revoluționari care a editat, prin intermediul editurii "Apollon" din Urziceni, o publicatie proprie lunara numita "21 Decembrie", din care au apărut 5 numere (august-decembrie 2001) dar care și-a încetat activitatea din lipsă de fonduri. Director al ziarului era George Călin, iar colectivul de redacție cuprindea pe Dan Cristian Ionescu (redactor șef), Sorin Soare (redactor șef adjunct), Ștefan Boran (secretar general de redacție). Ziarul a fost folosit și pentru a ataca vechea conducere a asociației, "tandemul" foștilor deputați Adrian Dumitrescu - Constantin Aferăriței, dar si abuzurile guvernului Nastase. În 2006, reprezentanții asociației au cerut redeschiderea dosarelor privind revoluția română din decembrie 1989 și a mineriadei din iunie 1990. În 2007, președinte al asociației fiind Teodor Mărieș, asociația s-a remarcat prin depunerea unei sesizări penale împotriva fostului președinte al României Ion Iliescu și prin lansarea unui sit și blog pe internet.

## Cauza «Asociația „21 Decembrie” și alții vs. România»
În anul 2011, în cauza Asociația "21 Decembrie" și alții vs. România (petițiile numărul 33810/02, 18817/08, hotărârea din 24 mai 2011) Curtea de la Strasbourg a hotărât în unanimitate, că România a încălcat articolele 2, 8 din Convenția Europeană a Drepturilor Omului prin faptul că nu a investigat în mod serios crimele legate de revoluția din 1989 și că a intervenit în viața privată a cetățenilor prin supravegherea ilegală a telefoanelor unor cetățeni . Efectele sentinței CEDO :
- Ca urmare a sentinței CEDO, Parchetul de pe lângă Înalta Curte de Casație și Justiție a fost obligat să comunice Asociației 21 decembrie 1989 toate Dosarele Revoluției aflate în stadiul de cercetare la procurori. Curtea a explicitat în scris ca noțiunea de informare amănunțită a părților este o obligație, aceasta însemnând inclusiv comunicarea de copii xerox după actele din dosar.
- Conform CEDO, Crimele revoluției nu pot fi prescrise, întrucât anchetele au fost tergiversate și autoritățile române au fost inactive în derularea investigațiilor.